# Mały Buczek (góra)
Mały Buczek (niem. Klein Buchberg, 523 m n.p.m.) – wzniesienie w południowo-zachodniej Polsce, w Górach Bardzkich, w Sudetach Środkowych.

## Położenie
Wzniesienie położone jest w północno-wschodniej części Grzbietu Zachodniego Gór Bardzkich, około 1,5 km na zachód od miejscowości Brzeźnica, po południowo-wschodniej stronie wzniesienia Buczek, w bocznym grzbieciku, odchodzącym na wschód od Radosza.

## Charakterystyka
Jest to wzniesienie o stromych zboczach i małym wierzchołku, wyrastającym na 18 m z południowo-wschodniego zbocza wzniesienia Buczek, na tle którego wierzchołek wzniesienia jest mało widoczny.

## Budowa geologiczna
Zbudowane jest z dolnokarbońskich szarogłazów, zlepieńców i łupków ilastych oraz dewońskich piaskowców struktury bardzkiej. U podnóży, w pobliżu sudeckiego uskoku brzeżnego, znajduje się zaklinowany tektonicznie płat serpentynitów.

## Roślinność
Wierzchołek i zbocza są w całości porośnięte lasem świerkowym regla dolnego, z niewielką domieszką drzew liściastych. Część południowo-zachodniego stoku góry zajmuje rezerwat przyrody Cisowa Góra z okazałymi, ponadstuletnimi cisami.